# Semiotopsis
Semiotopsis là một chi bọ cánh cứng trong họ 
Elateridae.
Chi này được miêu tả khoa học năm 1887 bởi Candèze.

## Các loài
Chi này có các loài:
- Semiotopsis ungulata Candèze, 1887